# Doris rugueux
Onchidoris bilamellata
Espèce
Le Doris rugueux (Onchidoris bilamellata) est une espèce de limace de mer de la famille des Onchidorididae.

## Distribution
Ce nudibranche a une vaste répartition, principalement dans les estrans les plus froids jusqu'à une profondeur d'environ 20 m. On le trouve dans l'Atlantique Nord et la mer du Nord depuis la Grande-Bretagne et la France jusqu'à la mer de Norvège, l'Islande et au Groenland le long de la côte est nord-américaine jusque dans le Connecticut. Il a également été trouvé dans le Pacifique Nord dans la mer de Béring et de l'Alaska jusqu'au nord de la Californie.
Ces limaces de mer peuvent parfois se rassembler en grand nombre pendant la période de reproduction, population grouillante de plus de 1 000 individus au mètre carré, comme cela a été observé à maintes reprises. Ces colonies sont toutes orientées dans la même direction, déterminée par le sens de la marée. Ils avancent à la même vitesse, formant des colonnes serrées en longues lignes.

## Description
Il s'agit d'une petite espèce, ne dépassant pas 4 cm de long. Ils montrent surtout un pigment brun rouille abondant. Mais certains individus présentent un mélange de couleurs allant du beige au brun foncé. Quelques rares individus sont blancs, avec une couleur marron seulement au niveau des rhinophores et des branchies. Quelques cas encore plus rares sont complètement blancs sans être albinos, car leurs yeux sont pigmentés.
Onchidoris bilamellata a une forme globalement ovale avec le dos couvert de courtes papilles noueuses. Ses antennes sont peignées. Les branchies sont disposées en deux demi-anneaux sur  l'arrière du dos et se composent de 16 à 32 panaches de plumes simples.

## Régime alimentaire
Onchidoris bilamellata se nourrit principalement de balanes (Elminius, Balanus).